# Luca Rossi
Luca Rossi (Turim, 15 de abril de 1977) é um escritor italiano de ficção científica, investigação, ciência e alta tecnologia. Publicou Galactic Energies em 2013. É um dos jovens escritores que acredita muito no poder da tecnologia e do alcance das redes sociais, a exemplo de Jacob Whaler.
É autor de diversas obras em italiano, seu idioma original, e inglês. 

## Obras do autor
- Galactic Energies
- I Rami del Tempo
- The Branches of Time
- Codice Killer (Emozione nella Nuvola)
- Le Forme dell'Amore (Energia della Galassia Vol.2)
- Arcot e la Regina (Energia della Galassia Vol.1)
- Carcere a Vita (Energia della Galassia Vol.3)
- Il Regno di Turlis (Energia della Galassia Vol.5)
- Rewing (Energia della Galassia Vol.4)

Ligações externas
- http://www.lucarossi369.com (em inglês)
- http://www.amazon.com/Luca-Rossi/e/B009HPH16A (em inglês)
- http://www.goodreads.com/author/show/6863455.Luca_Rossi (em inglês)